# Acragopsis
Acragopsis är ett släkte av fjärilar. Acragopsis ingår i familjen Dalceridae.
Kladogram enligt Catalogue of Life:
| Acragopsis | \| \| Acragopsis chirma \| \| \| \| \| \| Acragopsis flavetta \| \| \| \| |
|            | \| \| Acragopsis chirma \| \| \| \| \| \| Acragopsis flavetta \| \| \| \| |
|            | Acraga                                                                    |
|            |                                                                           |
|            | Anacraga                                                                  |
|            |                                                                           |
|            | Ca                                                                        |
|            |                                                                           |
|            | Dalargentina                                                              |
|            |                                                                           |
|            | Dalcera                                                                   |
|            |                                                                           |
|            | Dalcerides                                                                |
|            |                                                                           |
|            | Dalcerina                                                                 |
|            |                                                                           |
|            | Minacraga                                                                 |
|            |                                                                           |
|            | Minacragides                                                              |
|            |                                                                           |
|            | Minonoa                                                                   |
|            |                                                                           |
|            | Paracraga                                                                 |
|            |                                                                           |
|            | Protacraga                                                                |
|            |                                                                           |
|            | Zadalcera                                                                 |
|            |                                                                           |
|            | Zikanyrops                                                                |
|            |                                                                           |
|            | Acragopsis chirma                                                         |
|            |                                                                           |
|            | Acragopsis flavetta                                                       |
|            |                                                                           |

|  | Acragopsis chirma   |
|  |                     |
|  | Acragopsis flavetta |
|  |                     |